# Kubbe
Kubbe är en radby i Anundsjö socken, belägen cirka 5 mil nordväst om Örnsköldsvik, efter länsväg 348. 
Bebyggelsen i Kubbe hade till 2015 tillsammans med norra delen av Norrflärke av SCB avgränsats till en småort namnsatt till Kubbe och Norrflärke. Från 2015 har norra delen av Norrflärke bildat en separat småort och Kubbe utgör sedan dess hela småorten 
Tidigare var Kubbe ett samhälle med kafé, butiker, bensinstation med mera. År 2003 stängde den sista butiken, Eliassons, och numera åker de flesta till Bredbyn en knapp mil söderut när de skall handla. 